# Ln (Unix)
ln – uniksowy program służący do tworzenia dowiązań twardych oraz  symbolicznych.

## Użycie
```
ln [
opcje
] 
źródło
 
cel
```

gdzie:
źródło – plik lub pliki, do których tworzy się dowiązania;
cel – nazwa pliku lub katalogu; jeśli cel jest nazwą pliku, stworzony zostanie link o konkretnej – podanej nazwie, jeśli zaś cel jest folderem zostaną w nim utworzone dowiązania do źródła, o nazwach identycznych z nazwami źródłowymi plików.

### Opcje
Single UNIX Specification definiuje dwie opcje:
-s – tworzy dowiązania symboliczne zamiast twardych;
-f – wymusza (ang. force) tworzenie dowiązań, nawet, gdy istnieją już pliki o tej samej nazwie (nadpisuje je).
Wersja z GNU Coreutils dopuszcza także m.in.:
-b – tworzy kopie zapasowe plików (ang. backup);
-v – wyświetla szczegółowe informacje (ang. verbose mode).

## Przykłady
```
ln abc def
```

Tworzy w pliku def dowiązanie twarde do pliku abc.

### Dowiązania symboliczne
Jeżeli w pustym katalogu test utworzony zostanie plik źródło o treści abc:
```
 
$
 
ls
 
-ali

 
total
 
8

  
969797
 
drwxr-xr-x
 
2
 
test
 
test
 
4096
 
Dec
  
9
 
09
:10
 
.

 
1036602
 
drwxr-xr-x
 
3
 
test
 
test
 
4096
 
Dec
  
9
 
09
:10
 
..

 
$
 
echo
 
abc
 
>
 
źródło

 
$
 
ls
 
-ali

 
total
 
12

  
969797
 
drwxr-xr-x
 
2
 
test
 
test
 
4096
 
Dec
  
9
 
09
:11
 
.

 
1036602
 
drwxr-xr-x
 
3
 
test
 
test
 
4096
 
Dec
  
9
 
09
:10
 
..

  
969768
 
-rw-r--r--
 
1
 
test
 
test
   
10
 
Dec
  
9
 
09
:11
 
źródło

```

to liczba reference count zwiększy się z 8 do 12, a dane zostaną zapisane pod i-węzłem np. 969768.
Jeżeli następnie w tym samym katalogu stworzy się dowiązanie symboliczne link:
```
 
$
 
ln
 
-s
 
źródło
 
link

 
$
 
ls
 
-ali

 
total
 
12

  
969797
 
drwxr-xr-x
 
2
 
test
 
test
 
4096
 
Dec
  
9
 
09
:11
 
.

 
1036602
 
drwxr-xr-x
 
3
 
test
 
test
 
4096
 
Dec
  
9
 
09
:10
 
..

  
969768
 
-rw-r--r--
 
1
 
test
 
test
   
10
 
Dec
  
9
 
09
:11
 
źródło

  
969817
 
lrwxrwxrwx
 
1
 
test
 
test
    
8
 
Dec
  
9
 
09
:11
 
link
 
->
 
źródło

```

to liczba reference count nie zwiększy się, ale link zostanie zapisany pod innym i-węzłem, tu np. 969817.
Teraz można przekonać się, że plik link jest dowiązaniem symbolicznym:
```
 
$
 
file
 
link

 
link:
 
dowiązanie
 
symboliczne
 
do
 
`
źródło
`

```

a także odczytać jego zawartość:
```
 
$
 
cat
 
link

 
abc

```

jednakże, gdyby usunąć plik źródło, odczyt taki byłby niemożliwy:
```
 
$
 
rm
 
-f
 
źródło

 
$
 
ls
 
-ali

 
total
 
8

  
969797
 
drwxr-xr-x
 
2
 
test
 
test
 
4096
 
Dec
  
9
 
09
:36
 
.

 
1036602
 
drwxr-xr-x
 
3
 
test
 
test
 
4096
 
Dec
  
9
 
09
:32
 
..

  
969817
 
lrwxrwxrwx
 
1
 
test
 
test
    
8
 
Dec
  
9
 
09
:11
 
link
 
->
 
źródło

 
$
 
file
 
link

 
link:
 
zerwane
 
dowiązanie
 
symboliczne
 
do
 
`
źródło
`

 
$
 
cat
 
link

 
cat:
 
link:
 
Nie
 
ma
 
takiego
 
pliku
 
lub
 
katalogu

```

Gdyby jednak link był dowiązaniem twardym, to dane byłyby nadal dostępne.

### Strony man
- ln -- strona manuala z GNU Coreutils
- ln(1) – strona podręcznika systemu OpenBSD
- ln(1) – strona podręcznika systemu Linux